# Александровское сельское поселение (Сладковский район)
Александровское се́льское поселе́ние — муниципальное образование в Сладковском районе Тюменской области Российской Федерации.
Административный центр — село Александровка.

## Географические данные
- Расположение: юг Сладковского района
- Граничит:
  - на востоке — с  Лопазновским сельским поселением
  - на юге и на юго-западе  — с Республикой Казахстан

- - на западе - с Казанским районом
  - на севере и на северо-западе — с  Усовским сельским поселением
- По территории поселения находится самое большое озеро района Таволжан (Соленое) и остров-заказник Таволжан.

## История
Статус и границы сельского поселения установлены Законом Тюменской области от 5 ноября 2004 года № 263 «Об установлении границ муниципальных образований Тюменской области и наделении их статусом муниципального района, городского округа и сельского поселения».

## Население
| 2010  | 2011  | 2012  | 2013  | 2014  | 2015  | 2016  |
| ----- | ----- | ----- | ----- | ----- | ----- | ----- |
| 1186  | ↘1180 | ↘1147 | ↘1135 | ↘1103 | ↘1070 | ↘1032 |
| 2017  | 2018  | 2019  | 2020  | 2021  |       |       |
| ↘1017 | ↘1003 | ↘981  | ↘967  | ↗1015 |       |       |

## Состав сельского поселения
| № | Населённый пункт | Тип населённого пункта       | Население |
| - | ---------------- | ---------------------------- | --------- |
| 1 | Александровка    | село, административный центр | 629       |
| 2 | Красивое         | деревня                      | 192       |
| 3 | Михайловка       | деревня                      | 184       |
| 4 | Таволжан         | деревня                      | 181       |

## Местное самоуправление
Главы администрации
- c 1990 года по 1992 год - Капаров Серикбай Саянович.
- с 1992 года по 2020 год - Журавлёв Владимир Александрович.
- с 2020 года - Канаев Евгений Анатольевич.